# Spitz (Dolní Rakousy)
Spitz je městys v Rakousku ve spolkové zemi Dolní Rakousy v okrese Kremže.

## Geografie

### Geografická poloha
Spitz se nachází ve spolkové zemi Dolní Rakousy v regionu Waldviertel. Leží 15 km jihozápadně od okresního města Kremže. Odpojuje se zde silnice B217, která odtud vede do Ottenschlagu, od silnice B3, která vede z města Kremže podél Dunaje přes Melk a Perg až do Lince. Rozloha území městyse činí 23,85 km², z nichž 69,2% je zalesněných.

### Městské části
Území městyse Spitz se skládá ze čtyř částí (v závorce uveden počet obyvatel k 1. 1. 2015):
- Gut am Steg (140)
- Schwallenbach (103)
- Spitz (1273)
- Vießling (120)

### Sousední obce
- na severu: Weinzierl am Walde, Weißenkirchen in der Wachau
- na východu: Rossatz-Arnsdorf
- na jihu: Aggsbach, Maria Laach am Jauerling
- na západu: Mühldorf

## Historie
Území dnešní obce patřilo od roku 812 do roku 1504 klášteru Niederaltaich. Dlouhou dobu bylo také německou enklávou na rakouském území. Nyní však znovu patří k Dolním Rakousům.

## Politika

### Obecní zastupitelstvo
Obecní zastupitelstvo se skládá z 19 členů. Od komunálních voleb v roce 2015 zastávají následující strany tyto mandáty:
- 13 WIR
- 3 SGL
- 3 SPÖ

### Starosta
- 1945–1965 Franz Schöberl
- 1965–1983 Franz Hirtzberger
- 1983–2000 Walter Nunzer
- 2000–2010 Hannes Hirtzberger
- od roku 2010 Andreas Nunzer

## Osobnosti

### Synové a dcery města
- Josef Jahrmann (* 1947), politik
- Karl Mühlberger (1857–1944), skladatel Kaiserjägermarsche

## Galerie

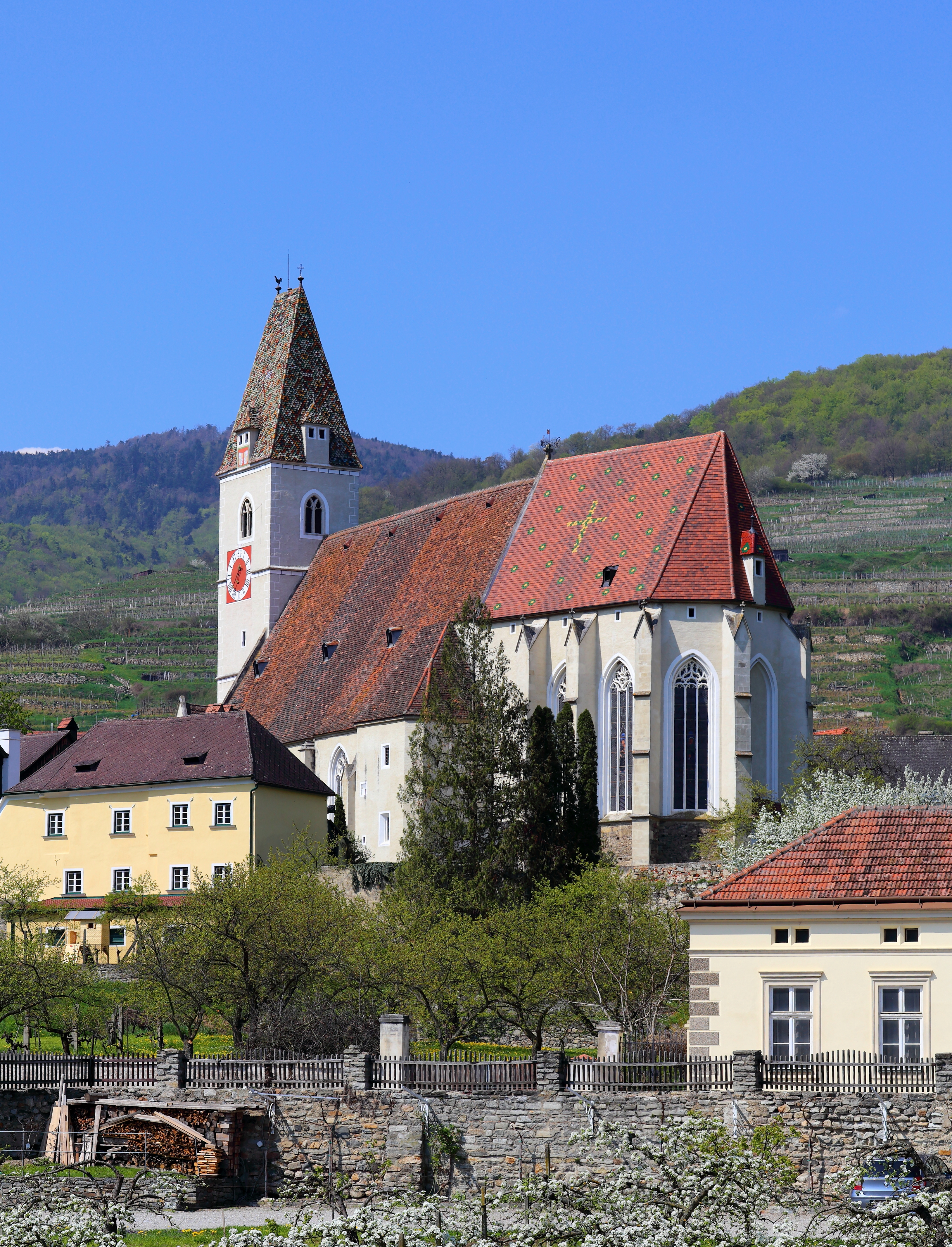
Farní kostel ve Spitzu
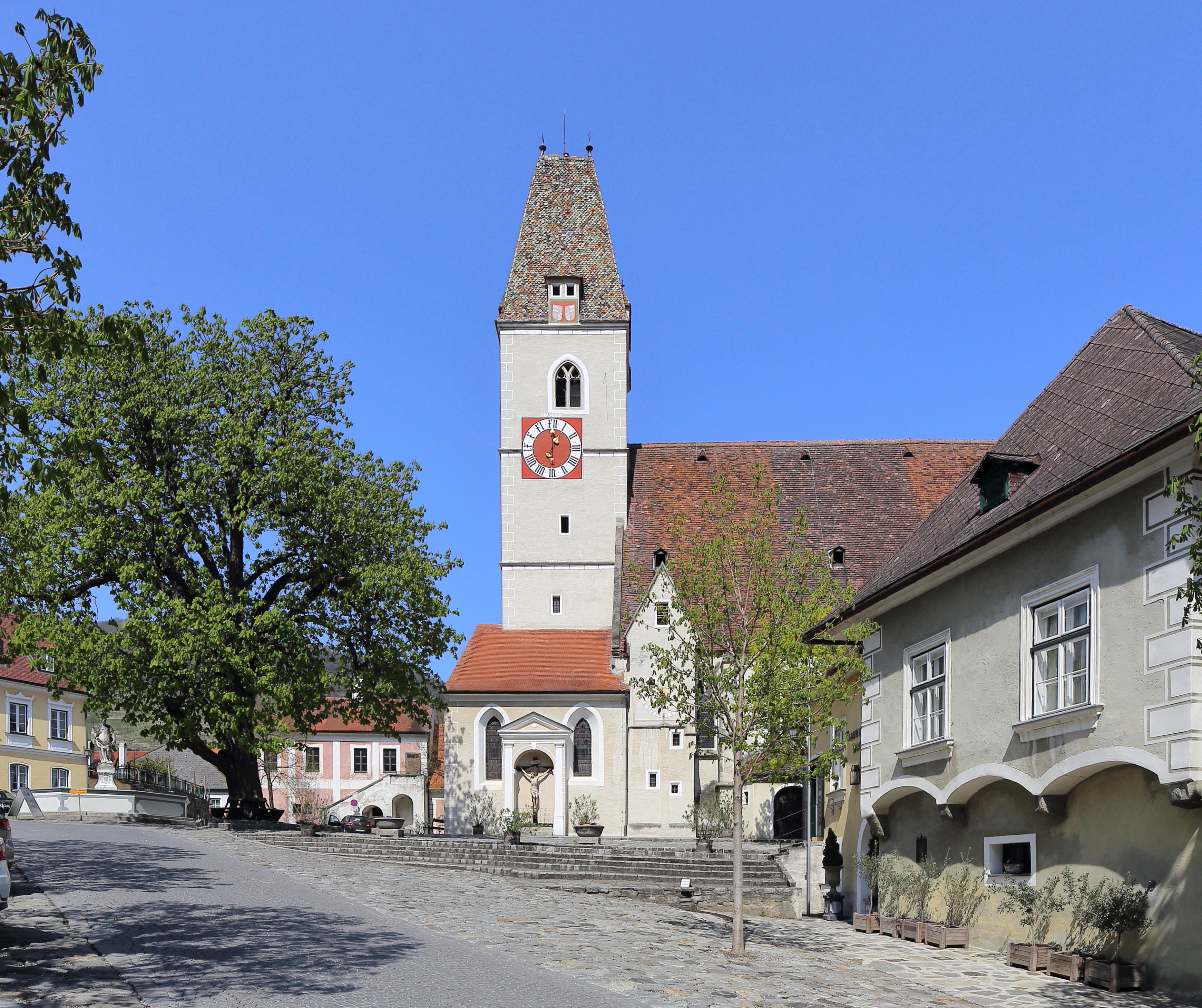
Náměstí ve Spitzu
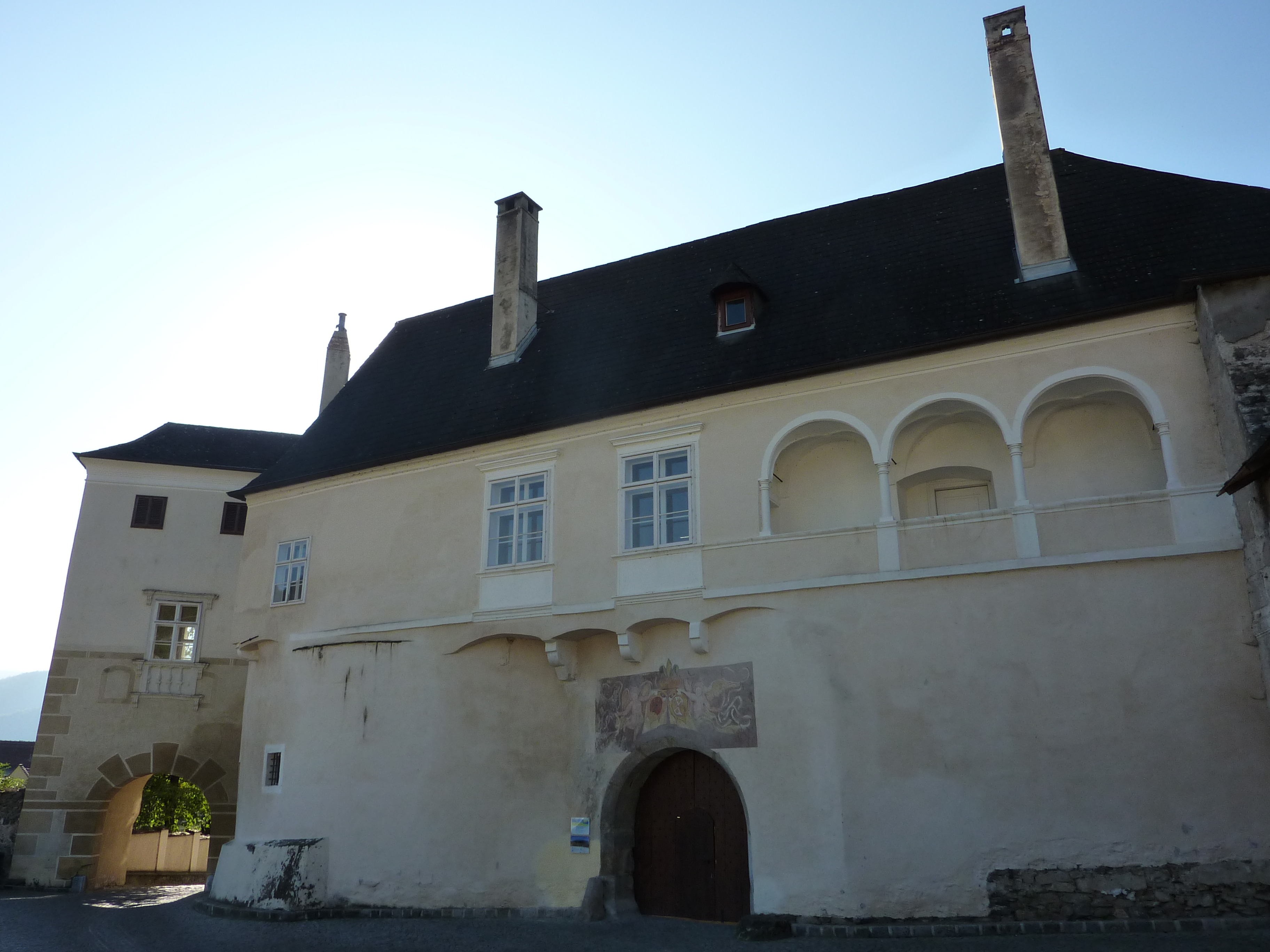
Zámek Niederhaus
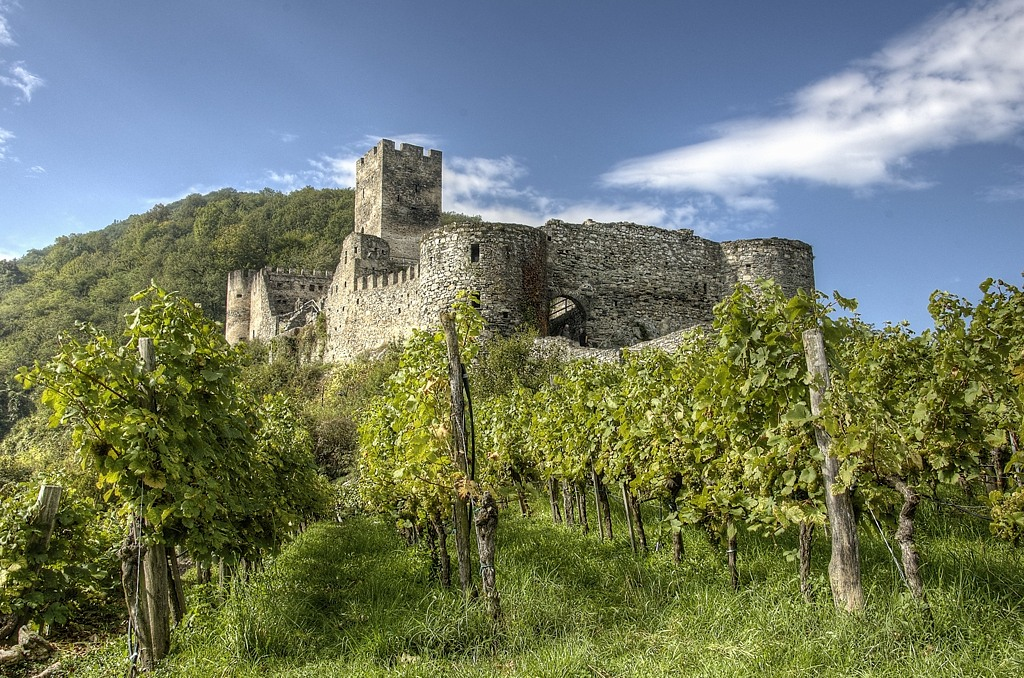
Zřícenina hradu Hinterhaus
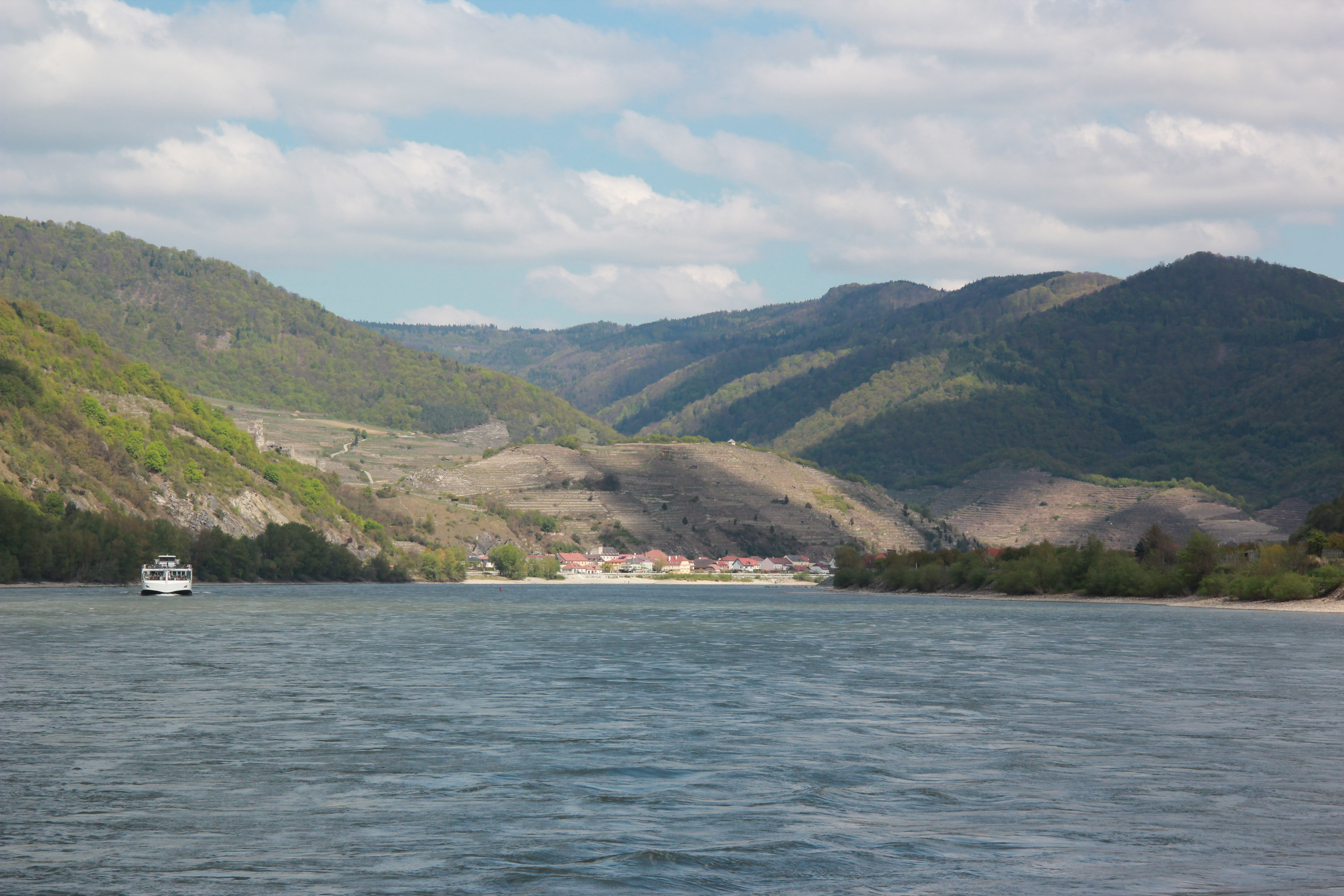
Spitz z Dunaje
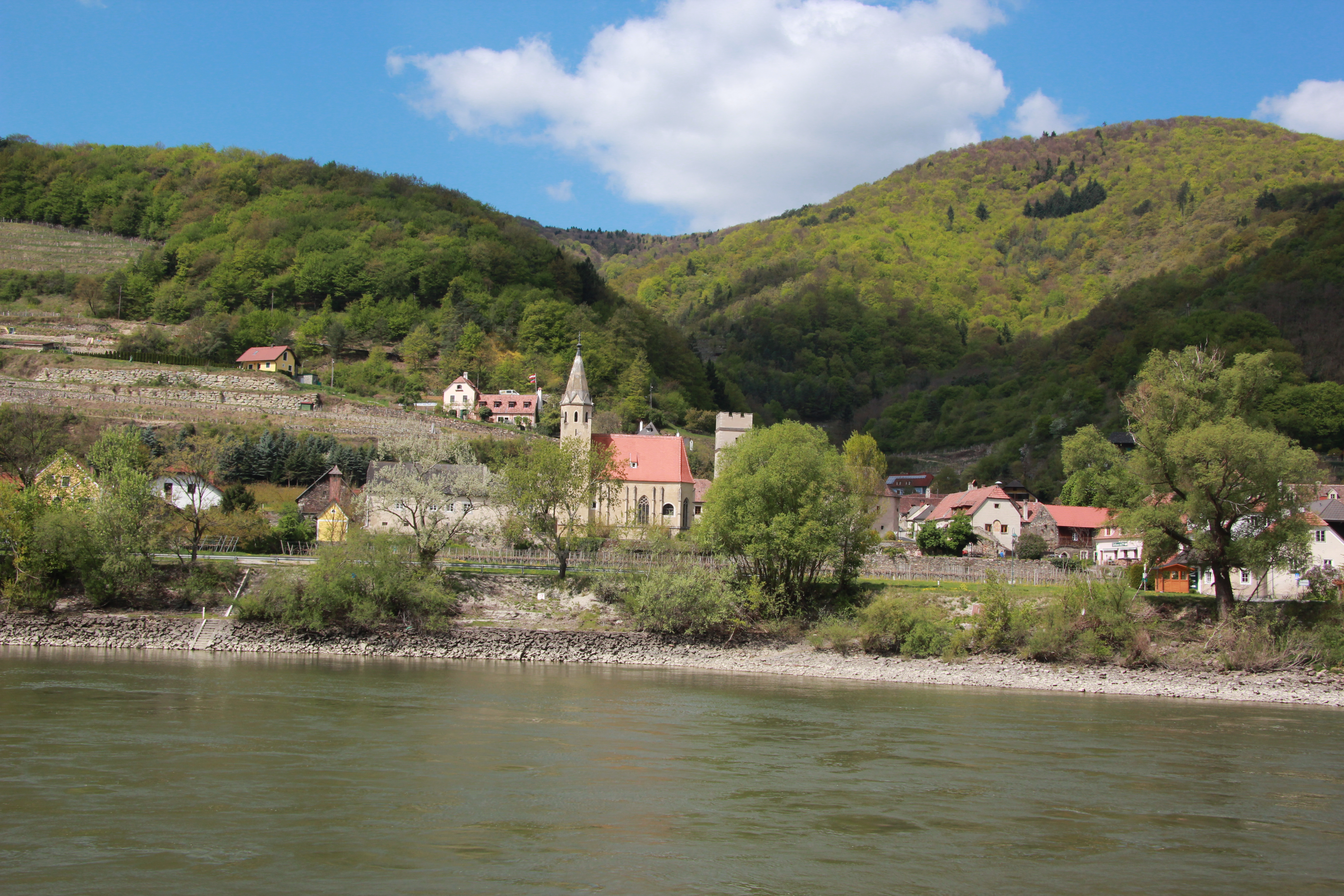
Schwallenbach
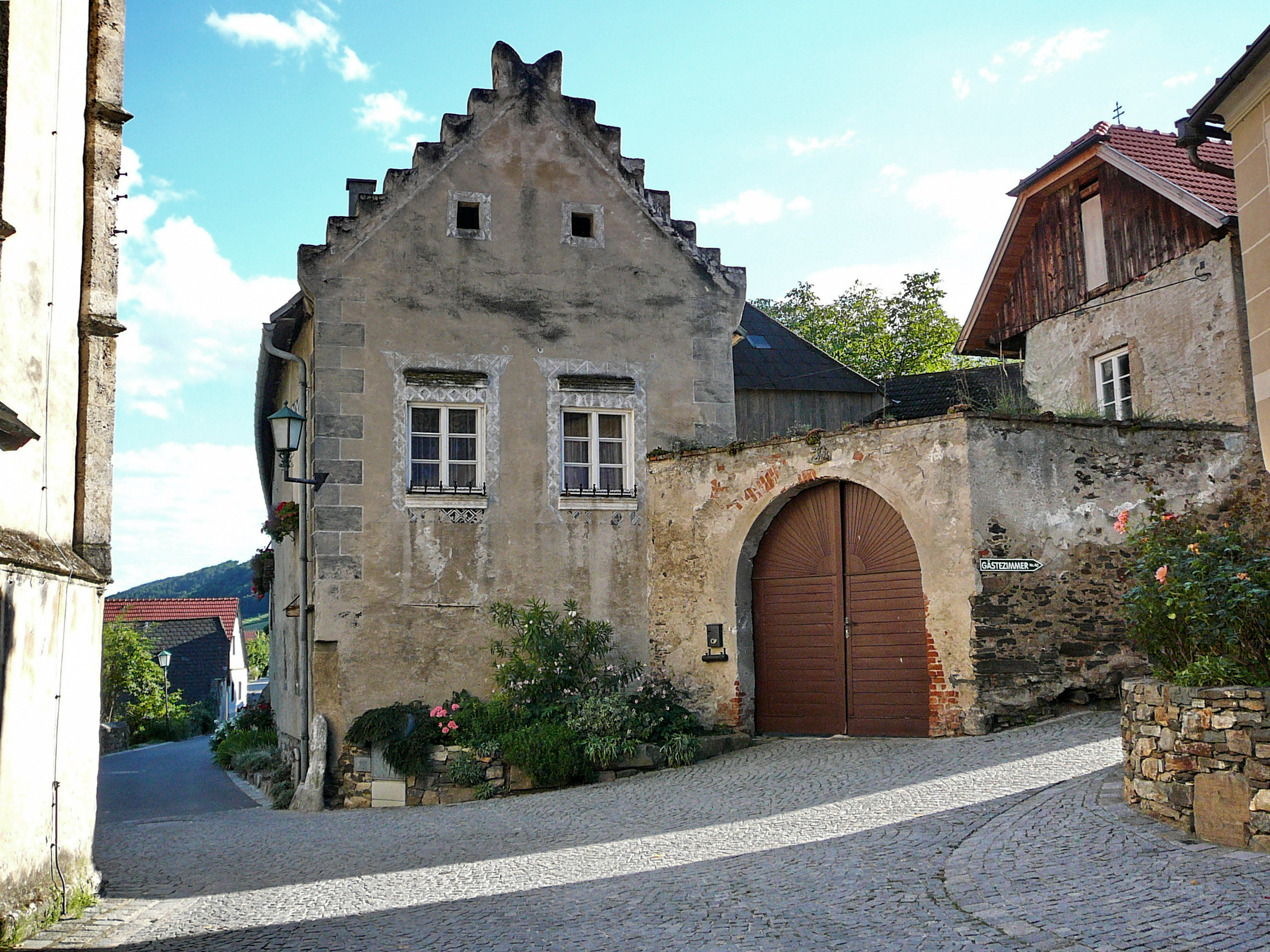
Ulice ve Schwallenbachu
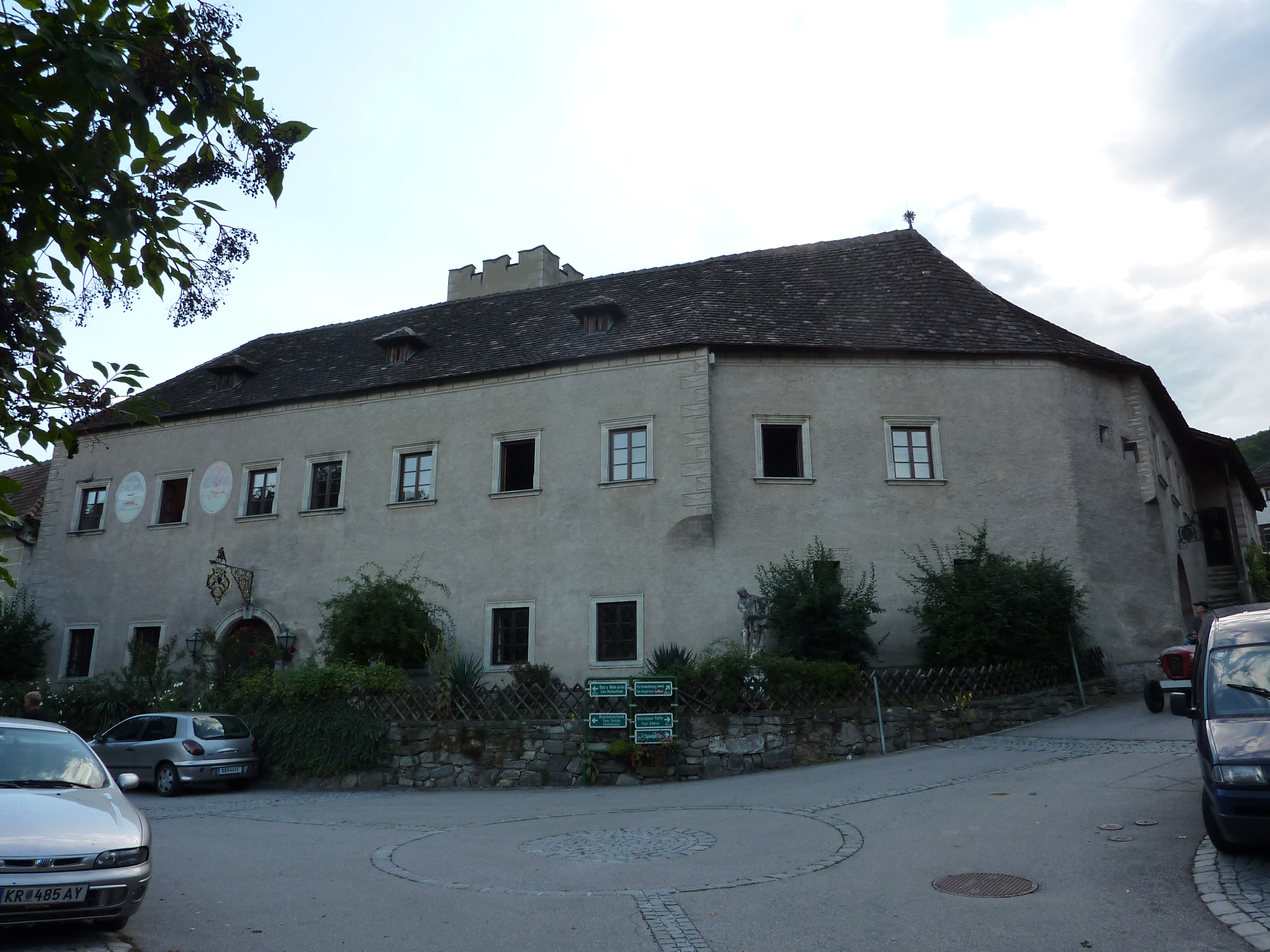
Zámek Schwallenbach